# Jens Kruppa
Jens Kruppa (n. 3 iunie 1976, Freital, Dresden District⁠(d), RDG) este un înotător german, medaliat olimpic. A participat la 2 ediții ale Jocurilor Olimpice (2000, 2004) în care a câștigat o medalie de argint și o medalie de bronz.